# Abdra brachycarpa
Abdra brachycarpa, zeljasta jednogodišnja biljka iz porodice krstašice, smještena u tribus Arabideae. Nekada je uključivana u rod Draba a raširena je uglavnom po jugoistoku SAD-a, uključujući države Alabama, Arizona, Arkansas, Florida, Georgia, Illinois, Indiana, Kansas, Kentucky, Louisiana, Mississippi, Missouri, Sjeverna Karolina, Ohio, Oklahoma, Oregon, Južna Karolina, Tennessee, Texas, Virginia.
Ova vrsta odlikuje se s ranosezonskim hazmogamnim cvjetovima s bijelim laticama i kasnosezonskim kleistogamnim cvjetovima bez latica (Jordon-Thaden et al. 2010.). Draba je revidirana tako da sada sadrži oko 390 vrsta (Al-Shehbaz 2012).

## Sinonimi
- Alyssum bidentatum Nutt.; Torr. & A. Gray, Fl. N. Amer. 1: 108 (1838)
- Draba brachycarpa Nutt.; Torr. & A. Gray, Fl. N. Am. 1: 108 (1838)